# Kate Schmidt
Kate Schmidt, född den 29 december 1953 i Long Beach, Kalifornien, är en amerikansk friidrottare inom spjutkastning.
Hon tog OS-brons i spjutkastning vid friidrottstävlingarna 1972 i München.